# Хронология Мадрида
Ниже приводится хронология города Мадрид, Испания.

## До XVII века
- 932 год – первое упоминание под названием «Магерит»[1].
- 932 год – атакован королём Рамиро Вторым
- 1085 год – покорение королём Альфонсо VI.
- 1526 год – подписан Мадридский мирный договор.
- 1559 год – построен Дескальсас-Реалес.
- 1561 год – стал столицей королевства Кастилии (ныне Испании).
- 1584 год – построен мост в Сеговии.

## XVII век
- 1616 год – открытие Монастыря Энкарнасьон[2].
- 1619 год – основана Пласа-Майор[3].
- 1636 год – построен Мадридский Алькасар[4].
- 1637 год – построен Буэн-Ретиро[5].
- 1643 год – построен Дворец Санта-Крус[6].
- 1650 год – население города насчитывало более 100 тыс. человек

## XVIII век
- 1713 год – основана Королевская академия испанского языка[7].
- 1714 год – основана Национальная библиотека Испании[8].
- 1738 год – основана  Королевская академия истории.
- 1755 год – основан Королевский ботанический сад Мадрида[9].
- 1784 год – построен Королевский собор Святого Франциска Великого (Мадрид)

## XIX век
- 1808 год –  город захвачен французами (вторжение Наполеона).
- 2 мая 1808 года – в городе вспыхнуло восстание[10].
- 1861 год – был утвержден план расширения города.
- 1885 год – основана Архиепархия Мадрида[11].

## XX век
- 1902 год –  основан футбольный клуб Реал Мадрид[12].
- 1936 год –  во время гражданской войны началась оборона города республиканцами от националистов (фалангистов) под командованием Франсиско Франко.
- Март 1939 года –  гарнизон капитулировал.
- 1951 год – площадь Мадрида выросла до 205 кв.км.
- 1977 год  –  Расстрел на улице Аточа

## XXI век
- 11 марта 2004 года –  произошёл разрушительный террористический акт